# St. Michael ob Rauchenödt

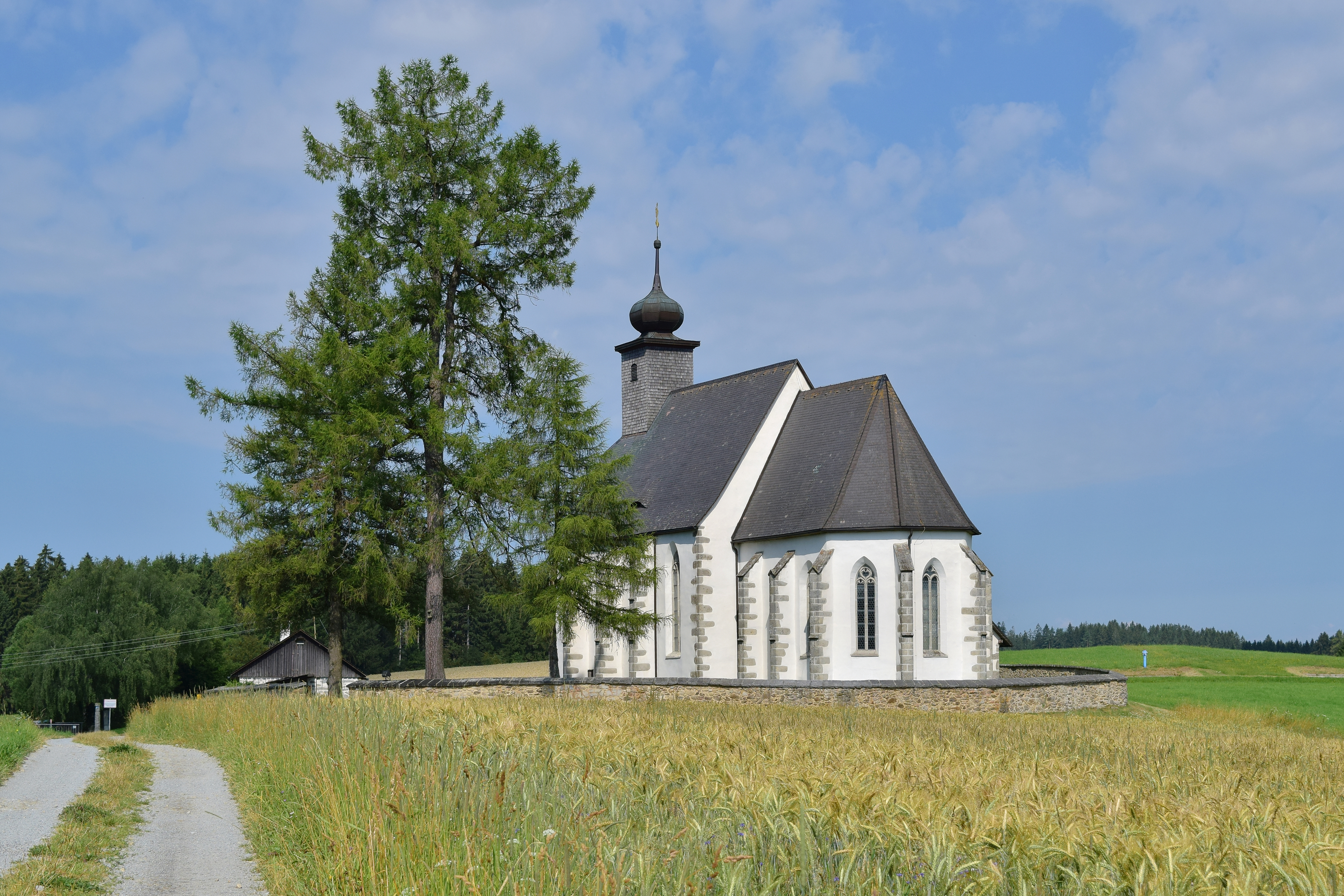
St. Michael ob Rauchenödt

Die denkmalgeschützte, spätgotische römisch-katholische  Filialkirche St. Michael ob Rauchenödt liegt in der Ortschaft Oberrauchenödt der Gemeinde Grünbach im Bezirk Freistadt und ist ein sehr bekanntes Kulturdenkmal im oberösterreichischen Mühlviertel.

## Lage
Die freistehende Kirche befindet sich auf einem freien Rücken des Böhmerwaldes an der Europäischen Wasserscheide zwischen Nordsee und Schwarzem Meer. Das Gebäude ist in weitem Umkreis sichtbar.

## Geschichte
Von den 60 Kirchen des Mühlviertels, die bereits in der Romanik belegt sind, lassen sich in Rauchenödt und in Wartberg ob der Aist (Wenzelskirche 1111) sogar frühe Holzständerbauten nachweisen. Für das Vorhandensein einer vorchristlichen Kultstätte wurden in Oberrauchenödt aber keine Beweise gefunden.

### Holzkirche
Bei Grabungsarbeiten in der Kirche von St. Michael ob Rauchenödt konnte erstmals eine mittelalterliche Holzkirche in Österreich rekonstruiert werden. Der hölzerne Kirchenbau aus der Zeit um 1100 hatte einen Grundriss von 6 × 3,6 Metern. Nach den vorgefundenen Pfostenlöchern bestand die Kirche aus einem zweischiffigen Hauptraum, der durch eine Vorhalle im Westen betreten wurde und an den übrigen Seiten von einem schmalen Umgang umgeben war. Der Bautypus entspricht der Rekonstruktion des bajuwarischen Haupthauses aus dem 8. Jahrhundert, wie er in der Lex Baiuvariorum geschildert wird. Vor der westlichen Eingangshalle befand sich ein freier Vorplatz, von dem aus eine größere Gemeinde am Gottesdienst teilnehmen konnte. Im Osten reichte ein Gräberfeld bis nahe an die Kirche. Der hölzerne Kirchenbau wurde durch einen Brand vernichtet, wie eine 5 bis 6 cm dicke Brandschicht im Untergrund beweist.

### Steinkirche
An Stelle der abgebrannten Holzkirche wurde um 1200 eine Kirche mit rechteckigem Langhaus und annähernd quadratischem Chor errichtet. Diese Bauform der Chorquadratkirche findet sich auch bei den romanischen Vorgängerbauten von Wartberg, von St. Peter bei Freistadt, Niederzirking und St. Nikola an der Donau.
Die erste Nennung der Ortschaft Rauchenödt (vom Personennamen Raucho) erfolgte 1286. Die Brüder von Lobenstein bekannten, dass der Streit zwischen ihnen und dem Propst und Konvent des Stiftes St. Florian wegen der acht Güter, „gelegen in Rauchenoede“, entschieden sei. Die Güter stehen im Eigentum der Kirche St. Michael. Da St. Michael die erste Kirche im Rodungsgebiet Grünbach-Rauchenödt ist, ist sie als Eigenkirche der Lobensteiner anzusprechen. Die oben erwähnten acht Güter sind auf eine Stiftung der Herren von Lobenstein zurückzuführen.
Im Jahr 1383 wurde die Kirche St. Michael erstmals urkundlich erwähnt, und zwar im Testament des reichen Freistädter Bürgers Hermann von Zinispan, der dort eine Messe für sein Seelenheil stiftete. Zwischen 1380 und 1394 gibt es Belege für eine eigene Rauchenödter Pfarre mit Begräbnisrecht. Die romanische Kirche fiel – wie viele andere Gotteshäuser im Mühlviertel – im 3. Jahrzehnt des 15. Jahrhunderts den Hussitenstürmen zum Opfer. An der Stelle der zerstörten Kirche wurde ein einfacher Zweckbau errichtet, der vom Passauer Weihbischof Albert Schönhofer gemeinsam mit der Pfarrkirche Kefermarkt im Jahr 1476 geweiht wurde. Von jenem Bau ist das spitzbogige Westportal der heutigen Kirche erhalten.
Im frühen 16. Jahrhundert entstand der bestehende spätgotische Kirchenbau. Zuerst wurde ein neues Langhaus errichtet. Nach dem Abbruch des Chorturmes erfolgte der Anbau des Chores, der um etwa 1520 fertiggestellt war.

## Beschreibung

Innenraum, Blick zum Chor

Die Außenmauern des Langhauses wie auch des etwas niedrigeren und schmäleren Chores werden durch Strebepfeiler gegliedert, die aus Granitquadern bestehen. Die aus Bruchstein gefertigten Mauern sind verputzt. Über die glatten Dachflächen erhebt sich ein hölzerner Dachreiter mit kleinem Zwiebelhelm.
Die beiden gleichwertigen Schiffe des vierjochigen Langhauses werden durch zwei schlanke achteckige Pfeiler und einen Emporenpfeiler getrennt. Neben den zweibahnigen Maßwerkfenstern im Süden, den großen Barockfenstern im Norden und dem runden Emporenfenster gibt es noch zwei kleine nebeneinanderliegende rechteckige Fenster im Westen, die einst zur Austeilung der Kommunion an Pest- und Leprakranke dienten (ähnlich wie in der Johanneskirche in Freistadt).
Der Chor, der an das Langhaus leicht asymmetrisch angesetzt ist, besitzt ein Netzrippengewölbe.

### Flügelaltar

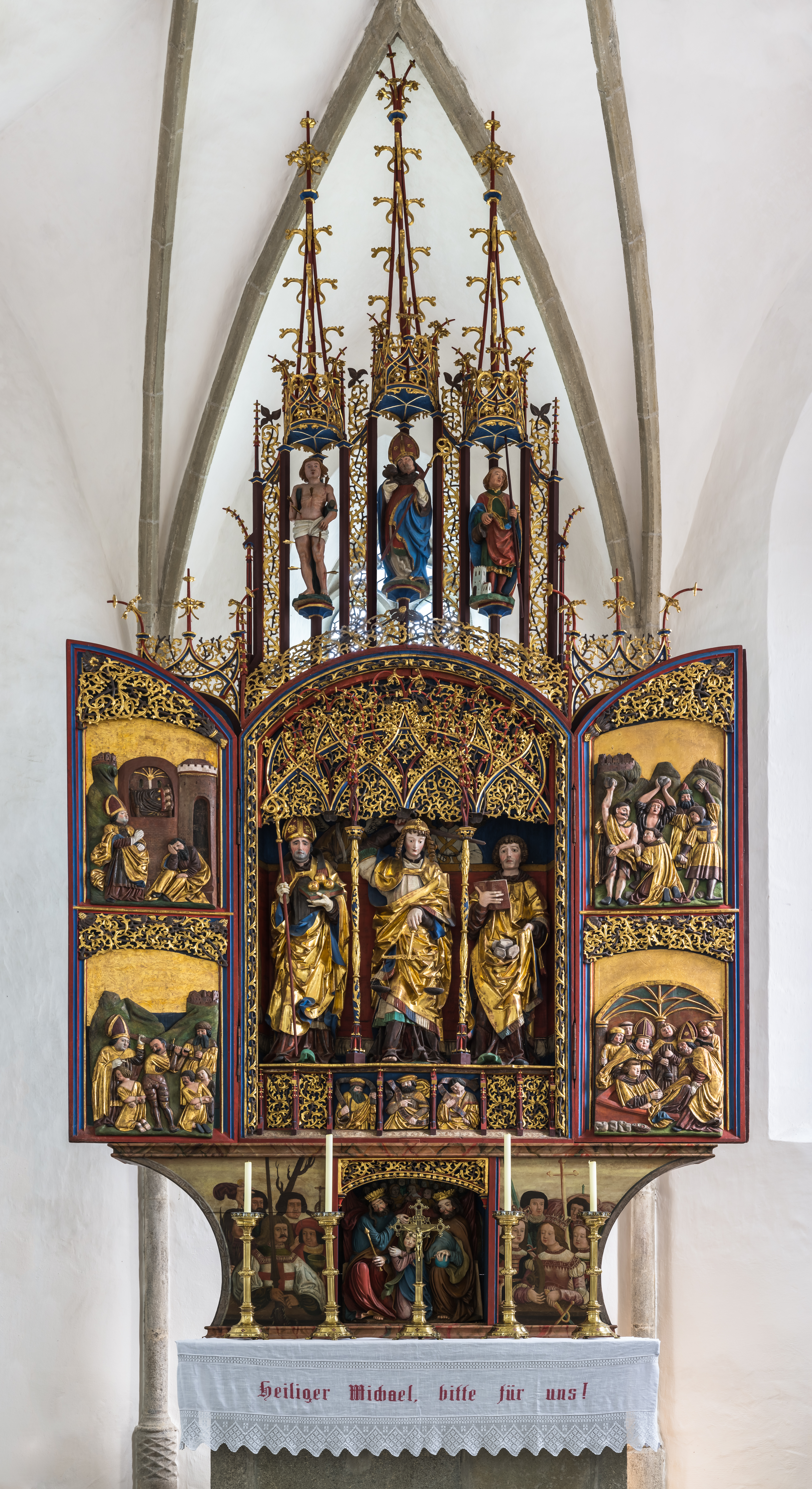
Flügelaltar

Der gotische Flügelaltar wurde der Überlieferung nach von Veit von Zelking gestiftet, der in der Pfarrkirche Kefermarkt begraben liegt und dessen Vater Christoph von Zelking 1490 den Kefermarkter Flügelaltar in Auftrag gegeben hatte.
Im Schrein, der mit einem reichen Maßwerkschleier bogenförmig abschließt, stehen in den Nischen der Erzengel Michael, St. Nikolaus und der heilige Stephanus, Patron des damals zuständigen Bistums Passau. Auf den beweglichen Flügeln zeigen Flachreliefs auf der linken Seite zwei Szenen aus dem Leben des hl. Nikolaus und auf der rechten Seite die Steinigung des hl. Stephanus und die Bestattung seines Leichnams.
Im Zentrum der Predella befindet sich das Relief der Marienkrönung. Auf den Tafeln zur linken und rechten Seite sind insgesamt zehn der Vierzehn Nothelfer dargestellt. Die beiden Predellenflügel mit den übrigen Nothelfern sind verschollen. Auf der gekehlten Seite der Predella befindet sich die Inschrift „Christoff Habich anno 1522“ mitsamt dessen Meisterzeichen.
Im Gesprenge über dem Altar stehen von links nach rechts der Pestpatron Sebastian, der hl. Rupert von Salzburg und der hl. Florian von Lorch, der auf die Pfarrzugehörigkeit zum Stift St. Florian hinweist.